# Nannophrys guentheri
Nannophrys guentheri är en groddjursart som beskrevs av George Albert Boulenger 1882. Nannophrys guentheri ingår i släktet Nannophrys och familjen Dicroglossidae. IUCN kategoriserar arten globalt som utdöd. Inga underarter finns listade i Catalogue of Life.